# Ofensiva sobre Dabiq
La ofensiva sobre Dabiq es una ofensiva militar sobre la ciudad de Dabiq, al norte de la Gobernación de Alepo, en el norte de Siria, realizada por las tropas rebeldes y el apoyo militar y logístico del ejército turco para expulsar a Dáesh de la ciudad en el marco de la Operación Escudo del Éufrates, durante septiembre y octubre de 2016.

## Antecedentes
Anticipandose a la ofensiva militar sobre la ciudad, el Daesh envió a la misma alrededor de 800 combatientes. Una derrota sobre la ciudad podría ser vista como una gran derrota de las tropas yihadistas debido a la importancia que tiene la ciudad a nivel del islam teológico. La tradición señala a la ciudad como el lugar donde se enfrentarán las tropas musulmanas contra sus enemigos en el fin de los tiempos. Así pues, Daesh considera que perder la ciudad contra sus enemigos (considerándolos cristianos aunque no lo sean) sería el principio del Apocalipsis. Además, este año es el 500 aniversario de la Batalla de Marj Dabiq, cuando Selim I y sus tropas entraron en la ciudad.

## Ofensiva militar

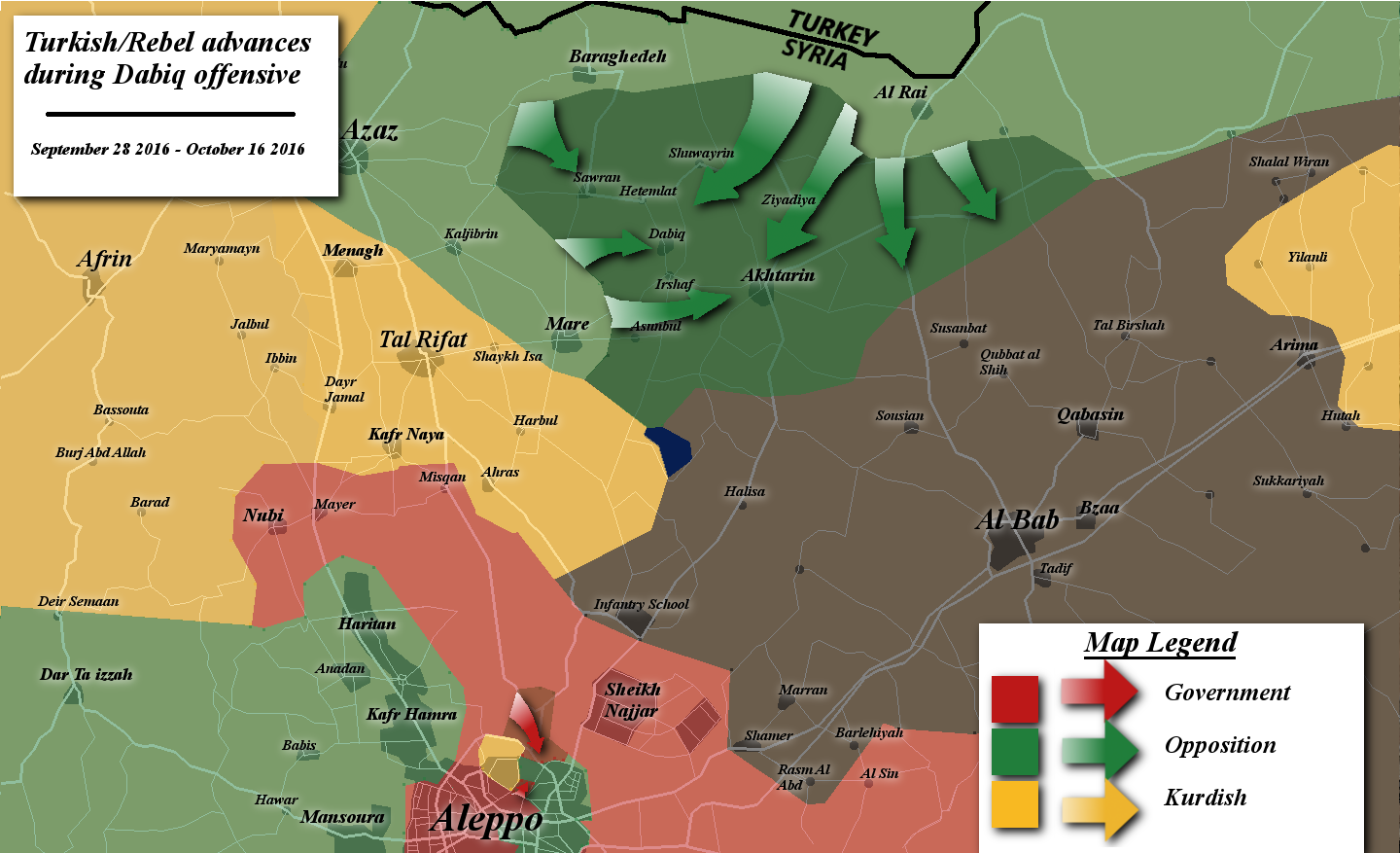
Mapa de la ofensiva militar

El 28 de septiembre de 2016, el ejército turco informó que había destruido un puesto de control del Daesh, así como un gran número de armamento y municiones en el área de Ihtemlat y Uwayshiyyah, mientras que 82 objetivos fueron alcanzados mediante bombardeos. El mismo día, las Fuerzas Armadas Turcas también informaron de que las tropas rebeldes habían capturado el área residencial de Al Eyyubiyah, en las cercanías de al-Rai, mientras que las tropas yihadistas del Daesh realizan un contraataque con éxito sobre el área de Tal-ar. A finales del día, sin embargo, las tropas rebeldes pro-turcas recapturaron las poblaciones perdidas, capturando además la población de Ziadiyah.
Entre los días 29 de septiembre y 2 de octubre, las tropas rebeldes capturaron 7 poblaciones adicionales y comenzaron a avanzar dirección Dabiq, con la ayuda de las tropas especiales del Ejército de Estados Unidos. En aquel momento, las tropas rebeldes se encontraban a tan sólo 3 kilómetros de la ciudad de Dabiq.
El 3 de octubre, las tropas rebeldes entraron en zonas minadas por el Estado Islámico, en la población de Bareh, dejando un total de entre 15 y 21 rebeldes muertos, así como unos 35 heridos. Durante el 4 y 5 de octubre, los rebeldes capturaron la población de Bareh así como cinco poblaciones circundantes, incluyendo tres al este de la población de Akhtarin. Durante los enfrentamientos, jets de la Fuerza Aérea de Turquía declararon haber matado a un comandante regional del Estado Islámico entre las poblaciones de Akhtarin y al-Qubtan.
El 6 de octubre, las tropas rebeldes capturaron Akhtarinwas. Entre los días 7 y 8 de octubre, durante una contraofensiva, el Estado Islámico recapturó la ciudad momentáneamente así como 4 poblaciones más (Bareh entre ellas).  Horas después, la contraofensiva fue interrumpida. Según el ejército turco, un total de 38 yihadistas del Estado Islámico fallecieron durante los enfrentamientos. El día 9 de octubre, las fuerzas pro-turcas rebeldes, capturaron cinco poblaciones, entre ellas Murayghil y al-Fayruziyah.
Entre los día 9 y 11 de octubre, las fuerzas rebeldes pro-turcas capturaron un total de 17 poblaciones, desplazando el frente a 2 kilómetros y medio de la ciudad. Por último, al final del día 11, las fuerzas del Estado Islámico lograron recuperar dos poblaciones previamente perdidas.
Durante el mismo día 11, ciertas fuentes locales y algunas imágenes afirman que las fuerzas rebeldes apoyadas por Turquía lanzaron un ataque sobre la población civil que causaron la muerte a 10 personas.
El día 15 de octubre, los rebeldes capturaron tres poblaciones que permitieron rodear casi por completo la población de Dabiq.

## Captura
Los rebeldes tomaron el día 16 de octubre de 2016 el control de Dabiq. "La batalla comenzó sobre las 10:30 hora local (07:30 GMT), y hemos liberado ya las poblaciones de Al Geilaniya y Al Gaitun, al sureste de Dabiq, así como las Granjas Kuwaitíes y Arshaf, al sur", informó el coronel Ahmad Ozman de las fuerzas rebeldes. Según expertos y aficionados, la batalla que se debería haber luchado para capturar esta ciudad debería haber sido bastante importante, debido al ideario islamista de Estado Islámico. Sin embargo, las tropas de Estado Islámico podrían haberse retirado de la ciudad para no causar un gran número de bajas, al ser una ciudad mucho más simbólica que estratégica y actuaron bajo la lógica militar.